# Reinhart Sasse
Reinhart „Reini“ Wilhelm Sasse (* 23. September 1943 in Marienberg) ist ein ehemaliger deutscher Hockeyspieler aus der DDR.

## Karriere
Reinhart Sasse spielte für die BSG Einheit Zentrum Leipzig, war aber zwischenzeitlich (1969) auch für den SC Leipzig aktiv. 1964, 1969, 1971 und 1974 war er DDR-Meister im Feldhockey, 1975 DDR-Meister im Hallenhockey.
1968 nahmen beide deutschen Mannschaften an den Olympischen Spielen 1968 in Mexiko-Stadt teil. In der Vorrunde gewann die DDR-Auswahl zwei Spiele, spielte zweimal Unentschieden und verlor drei Partien, darunter die gegen das Team aus der Bundesrepublik. Letztlich belegte die Mannschaft aus der DDR den elften Platz. Reinhart Sasse wirkte in sieben Spielen mit. Ebenfalls im Olympiaaufgebot 1968 stand Sasses Bruder Hans-Dietrich.
Zwischen 1966 und 1979 kam Reinhart Sasse auf 81 Länderspiele.